# Kaho Shibuya
Kaho Shibuya (澁谷 果歩, Shibuya Kaho), född 20 maj 1991 i Tokyo, är en japansk mediepersonlighet, journalist, youtubare, cosplayer och före detta porrskådespelare, en så kallad AV-idol.
Mellan 2014 och 2018 medverkade Shibuya i mer än 750 porrfilmer, där hon blev känd för sina stora bröst. Sedan Shibuya avslutade sin porrfilmskarriär har hon ägnat sig åt bland annat cosplay, Youtube och Twitch.